# Paul Tirard

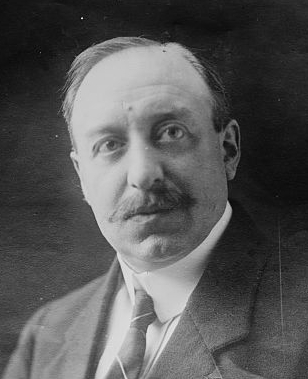
Porträt Paul Tirard

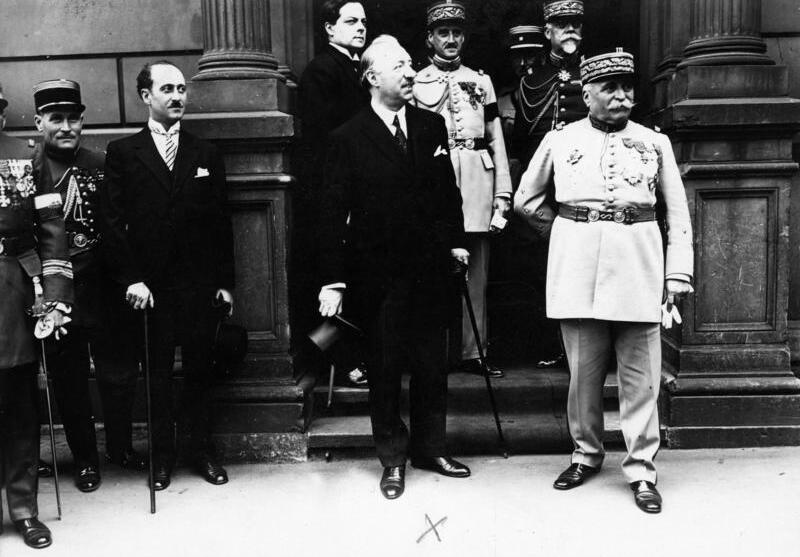
Hochkommissar Paul Tirard (Mitte) und Adolphe Guillaumat (Rechts)

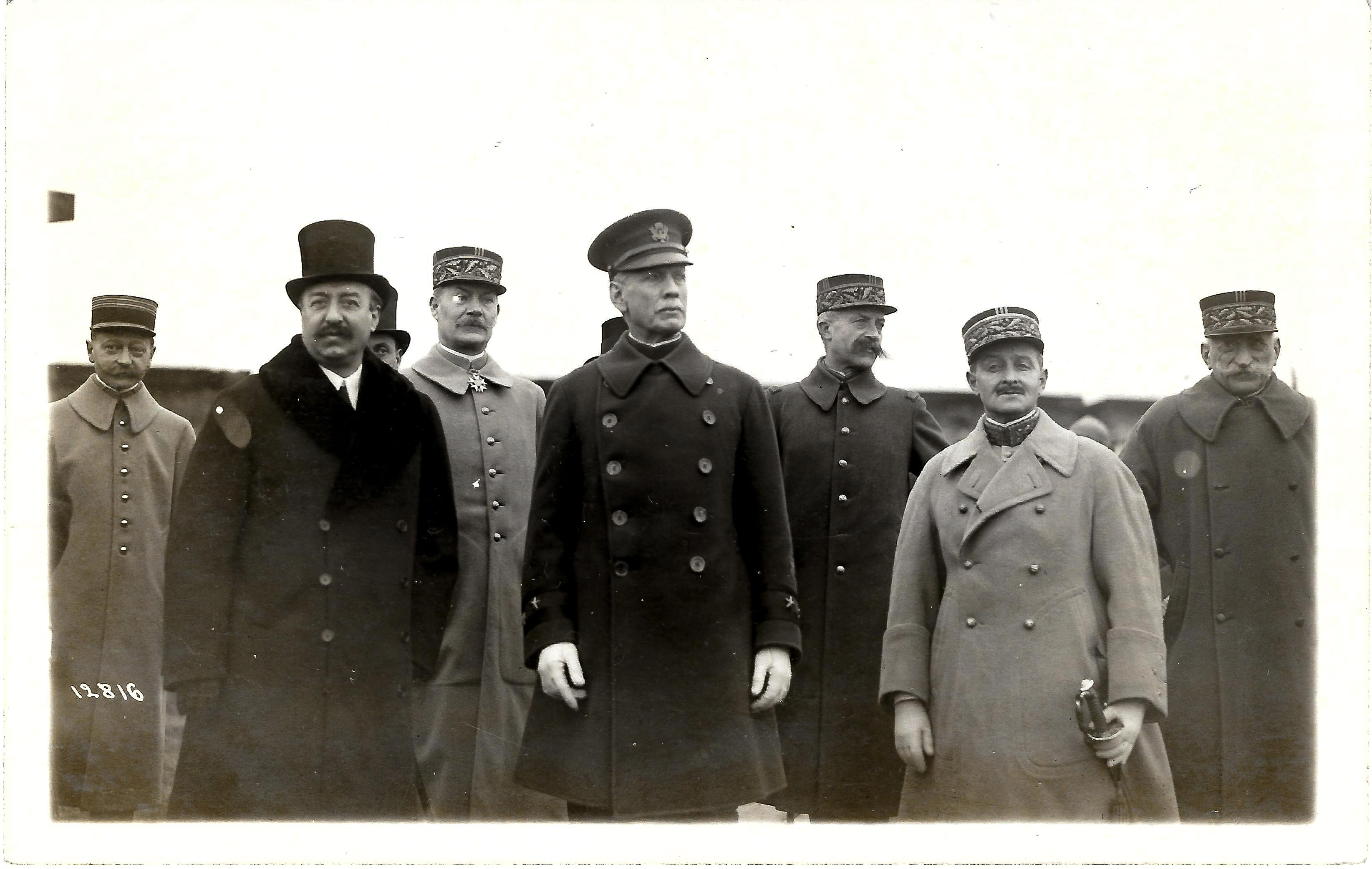
Paul Tirard und Henry T. Allen während des Flaggenwechsels auf der Feste Ehrenbreitstein, 24. Januar 1923

Paul Tirard (* 2. Juni 1879 in Nogent-le-Rotrou; † 23. Dezember 1945) war ein französischer Politiker, Hochkommissar und Präsident der Interalliierten Rheinlandkommission (1919–1930).

## Leben
Ab 1903 war Tirard als französischer Verwaltungsbeamter tätig. So war er Vortragender Rat im französischen Staatsrat und später Ministerialdirektor im französischen Kolonialministerium sowie im französischen Justizministerium. Von 1912 bis zum Ersten Weltkrieg 1914 diente Tirard als Chef der Zivilverwaltung im Stab des französischen Generalresidenten in Marokko.
Im Ersten Weltkrieg diente er als Offizier von 1914 bis 1918. Nach dem Krieg war er im französisch besetzten Rheinland von 1919 bis 1930 Hochkommissar und Präsident der Interalliierten Rheinlandkommission (IRKO).

## Werke
- La France sur le Rhin. Douze Années d'Occupation Rhénane. Plon, Paris 1930.
- L'Art français en Rhénanie pendant l'Occupation 1918–1930. Dernières Nouvelles, Strasbourg 1930.